# Vilma Julevik
Vilma Julevik, född Andersson 4 december 1999 är en svensk volleybollspelare (passare). Hon har spelat som passare i seniorlandslaget. Hon spelade (2023) för Hylte/Halmstad VBK. Hon återvände 2023 från Genève Volley där hon under våren haft skadeproblem.. Tidigare har hon spelat för Sm'Aesch Pfeffingen (2021/22), Engelholms VS (2018/19-2020/21), RIG Falköping (2015/16-2017/18) samt moderklubben Tuve VK.. Hon har tidigare även spelat i U17- och U19-landslaget Hon är syster till Klara Julevik.